# Kíla
Kíla er et irsk folkemusik band fra Dublin, Irland etableret i 1987 på den irske sprogskole Coláiste Eoin i County Dublin.

## Medlemmer
Nuværende medlemmer
- Rossa Ó Snodaigh: wind, skin, skeer og strengeinstrumenter
- Rónán Ó Snodaigh: Bodhrán
- Colm Ó Snodaigh: Flute, vox
- Dee Armstrong
- Seanán Brennan: guitar, bas og mandola
- Brian Hogan: Bass
- Dave Hingerty: Drums
- James Mahon: Píobaí Uileann

Tidligere medlemmer
- Colm Mac Con Iomaire
- Ed Kelly
- Eoin Dillon: pipes
- Eóin O'Brien: bas og guitar
- Dave Odlum
- Karl Odlum
- David Reidy
- Laurence O'Keefee

## Diskografi

### Studiealbums
- 1991 Groovin'
- 1993 Handel's Fantasy
- 1995 Mind the Gap
- 1997 Tóg É Go Bog É
- 2000 Lemonade & Buns
- 2000 Live in Vicar St.
- 2002 Monkey
- 2003 Luna Park
- 2004 Live in Dublin
- 2006 Another Beat – Udelukkende udgivet i Japan. Indeholder numre af Kíla remixet af japanske kunstnere
- 2006 Kíla & Oki – med den japanske musiker Oki
- 2007 Gamblers' Ballet
- 2009 The Secret of Kells – film soundtrack til animationsfilm af samme navn
- 2010 Soisín
- 2014 Suas Síos

### Opsamlingsalbum
- 2005 Best of & Live in Dublin – dobbletalbum, kun udgivet i Japan
- 2009 Rogha – The Best Of – dobbeltalbum

### Singler
- 1997 Ón Taobh Tuathail Amach
- 2002 Tóg é go Bog é – Live jule single
- 2003 Glanfaidh Mé – radio udgave
- 2005 An Tiománaí – with Heatwave (band)
- 2005 Tóg é go Bog é – med den japanske kunster Oki
- 2006 hAon Dó & Ní Liom Féin – med den japanske kunster Oki
- 2007 Half Eight/Leath ina dhiaidh a hOcht
- 2007 Cabhraigí Léi/Nothing Changes Around Here – Remix med The Thrills gave sammen med Hot Press
- 2008 The Ballad of Ronnie Drew – med U2, The Dubliners & A Band of Bowsies. En hyldest til Ronnie Drew
- 2009 Cardinal Knowledge
- 2019 "Cúrsaí Grá"  - radiosingle
- 2023 "Raise the Road" - featuring the Paul Frost Brass
- 2023 "Cara Liom" - featuring the Paul Frost Brass